# Шифрин, Элеонора Исааковна
Элеоно́ра Исааковна Шифри́н (урождённая Полти́нникова; 2 января 1948, Киев — 6 августа 2021, Иерусалим) — израильский общественный и политический деятель, переводчик, лектор и журналист, правозащитник, диссидент. Председатель партии «Ямин Исраэль». Похоронена на Масличной горе в Иерусалиме.

## Биография

### В СССР
Родилась в Киеве в семье врачей — офтальмолога, полковника медицинской службы, кандидата медицинских наук Исаака Полтинникова и Ирмы Беренштейн, которые впоследствии переехали в Новосибирск. Исаак Хананович Полтинников — автор ряда научных трудов в области хирургического и медикаментозного лечения заболеваний глаз, изобретатель «витреоскопа Полтинникова». Дед, Ханан Моисеевич Полтинников (1896—?), был репрессирован и расстрелян.
С конца 1960-х годов Элеонора участвовала в правозащитном, а с 1971 года — в сионистском движении.
Одной из первых в Новосибирске семья Полтинниковых решилась подать заявление на выезд в Израиль, и они стали отказниками. Начались репрессии, их уволили с работы и преследовали со стороны КГБ. Мать и сестра Элеоноры в результате этого трагически погибли.

### В Израиле
В 1972 году Элеоноре Полтинниковой удалось совершить алию в Израиль вместе с 84-летним дедушкой, и она активно включилась в борьбу за свободу выезда евреев из СССР и против проникновения коммунизма на Запад. Она участвовала в голодовках и демонстрациях, добиваясь лоббирования интересов советских евреев в Сенате США и парламентах Европы, также выступая за поправку Джексона-Вэника. За эту борьбу Элеонора была удостоена званий «Почётный гражданин Техаса» и «Почётный судья штата Кентукки». На её счету сотни лекций и интервью в печатных и электронных СМИ, сотни публикаций в периодической печати.
На протяжении восьми лет после приезда в Израиль Элеонора вела борьбу за право выезда своей семьи из СССР. Её отцу в 1979 году удалось выехать в Израиль одному. Он умер в 1986 году, успев уже в Израиле сделать несколько важных научных открытий. Одной из улиц Нетании было присвоено его имя (ул. Доктора Ицхака бен Ханана (Полтинников)).

### Замужество
В 1974 году Элеонора вышла замуж за Авраама Шифрина (1923—1998) — известного советского отказника, сына расстрелянного «врага народа», узника Сиона, дважды раненного участника войны с нацизмом, арестованного и приговоренного в 1953 году в Москве к расстрелу, отсидевшего 10 лет (до 1967 года) и выжившего в советских тюрьмах и лагерях, борца за выезд советских евреев, привлекавшего внимание мировой общественности к положению узников ГУЛага.
В 1970 году Авраам репатриировался в Израиль и посвятил себя антикоммунистической и правозащитной деятельности, создав и возглавив «Центр Исследования лагерей, тюрем и психтюрем СССР». Он неоднократно давал показания о советских лагерях в американском Сенате и Конгрессе. Написал книгу «Четвертое измерение» о своей жизни. После его смерти Элеонора продолжила их общее дело — работала в «Центре», принимая участие в исследованиях и подготовке материалов к публикации.
Авраам и Элеонора Шифрины были близкими друзьями и единомышленниками раввина Шломо Карлебаха, которому помогли осуществить казавшееся невозможным посещение СССР и встречу там с советскими евреями.
Элеонора и Авраам подготовили к изданию первый в мире «Путеводитель по советским тюрьмам», выпущенный в Израиле накануне московской Олимпиады 1980 года.

## Политическая деятельность
С 1996 года Элеонора Шифрин возглавляла русскоязычный сектор партии «Емин Исраэль», а в 1999 году стала председателем партии. Партия участвовала в выборах в Кнессет в 2003 и 2006 годах, но не смогла преодолеть электоральный барьер.
Элеонора Шифрин — автор книги-сборника статей по вопросам израильской политики. Она была активным сторонником изменения избирательной системы в Израиле — с системы по партийным спискам на региональные или участковые выборы кандидатов в Кнессет.
Она также была последовательным противником «плана одностороннего размежевания».
Элеонора Шифрин считала судьбу Йонатана Полларда принципиально важной общенациональной проблемой. В период своего пребывания в США в 2004 году она встречалась с ним в тюрьме, а на встречах с законодателями США настойчиво добивалась его освобождения. Элеонора являлась единственным полномочным представителем Полларда по связям с русскоязычными СМИ и вплоть до его освобождения и репатриации постоянно носила значок со словами «Свободу Джонатану Полларду!».

## Редактор и журналист
Элеонора Шифрин — редактор новостей на русском языке на интернет-сайте Седьмой канал, редактор журнала актуальной еврейской истории «Слово» и газеты «Еврейский Израиль», автор множества статей, опубликованных в израильской и американской прессе.
С 2002 по 2011 годы Шифрин не только ведёт редакторскую работу «Седьмого канала», но и является плодотворным автором сайта. Её статьи нередко знакомят русскоязычного читателя с темами, которые обходят стороной другие журналисты. Примером могут служить её статьи, посвящённые журналистке Ориане Фаллачи, юбилейному номеру израильского журнала «Натив», книге американского судьи Роберта Борка, премьер-министру Канады Стивену Харперу.

## Общественная деятельность
Элеонора Шифрин жила в иерусалимском районе Рамот, где являлась членом районного совета. С 1989 года занималась на добровольных началах помощью новым репатриантам. Много лет руководила «Центром для пожилых» в Рамоте.
Элеонора являлась связующим звеном между евреями из бывшего СССР во многих городах США и еврейским государством. Вела постоянную работу по сбору средств для оказания помощи жертвам арабского террора в Израиле. Много лет передавала в Америку сведения о нуждающихся в помощи израильтянах — пострадавших в терактах, раненых солдатах Армии обороны Израиля, родителях погибших, еврейских беженцах из Гуш Катифа.

## Публикации
- Eleonora Poltinnikov-Shifrin. A Monument to My Family. — Keren Klita, 1994. — 5 p.
- Авраам Шифрин, Элеонора Полтинникова-Шифрин. Четвертое измерение. — Тип. "Цур-От", 2008. — 413 с.
- Авраам Шифрин, Элеонора Полтинникова-Шифрин. Поэзия в концлагерях. — Центр исследования тюрем, психтюрем и концлагерей СССР, 2010. — 110 с.
- Статьи Элеоноры Шифрин на сайте газеты «Еврейский мир»
- Статьи Элеоноры Шифрин на сайте МАОФ

## Интервью
- Интервью с президентом партии «Ямин Исраэль» Элеонорой Шифрин в журнале «Спектр»
- А. Галеткина. Интервью с автором первого в мире путеводителя по тюрьмам